# Sawanna zalewowa Międzyrzecza Argentyńskiego

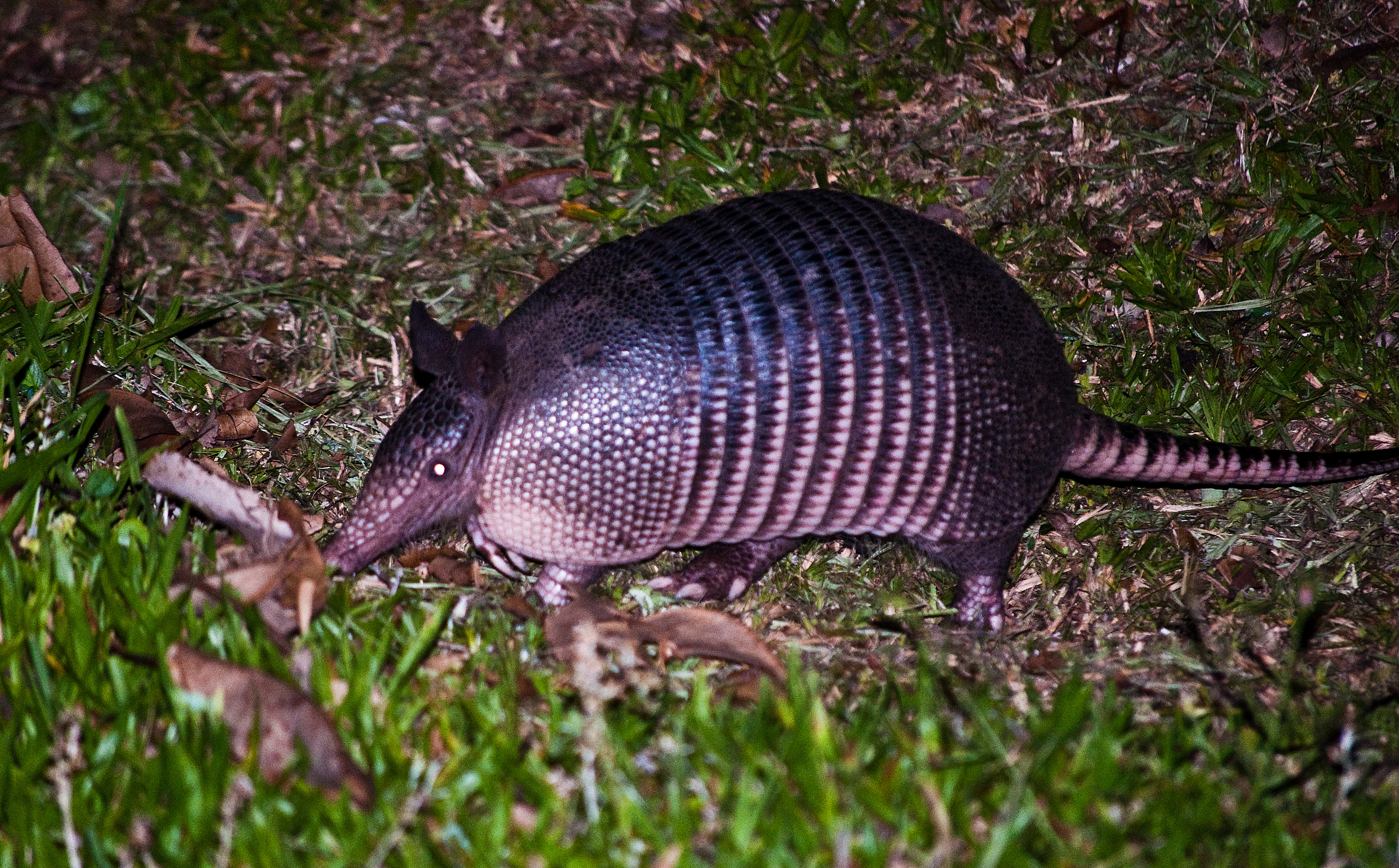
Pancernik w Esteros del Ibera

Sawanna zalewowa Międzyrzecza Argentyńskiego (NT0909) – ekoregion wydzielony przez WWF w ramach biomu zalewowe formacje trawiaste i sawanny. Obejmuje różne siedliska, w tym sezonowo wilgotne formacje trawiaste, mokradła, lasy i lasy galeriowe w Międzyrzeczu Argentyńskim. Jest zagrożony z powodu niszczenia i degradacji przez nadmierny wypas bydła i rolnictwo. 
Sawanna zalewowa Międzyrzecza Argentyńskiego to również ekoregion wyróżniony przez organizację One Earth w ramach bioregionu formacje trawiaste Rio de la Plata. W tym ujęciu ekoregion zajmuje powierzchnię 26 960 km².

## Położenie
Ekoregion Sawanna zalewowa Międzyrzecza Argentyńskiego występuje na terytorium prowincji Corrientes, Misiones i Entre Ríos w północno-zachodniej Argentynie, w tak zwanym Międzyrzeczu Argentyńskim, obszarze ograniczonym rzekami Parana i Urugwaj. 

## Charakterystyka
Sawanna zalewowa Międzyrzecza Argentyńskiego to mozaika całorocznie lub sezonowo zalewanych formacji trawiastych, bagien, lasów i lasów galeriowych, występująca w strefie przejściowej między lasami atlantyckimi na północy, sawanną urugwajską na wschodzie, espinalem na południu i wilgotną sawanną chaco na zachodzie.  

## Flora
Ekoregion zdominowany jest przez wysokie, gęste trawy (zwłaszcza z rodzaju Paspalum), często z izolowanymi krzewami (m.in. Acacia cave i Solanum glaucophyllum), oraz rośliny zielne, takie jak mikołajek.

## Fauna
Na Sawannie zalewowej Międzyrzecza Argentyńskiego występuje zróżnicowana i unikalna społeczność ssaków w tym takich, które wyewoluowały wyłącznie w Ameryce Południowej, jak zaliczane do szczerbaków pancernik dziewięciopaskowy, Dasypus hybridus, puklerznik sześciopaskowy i tamandua południowa. Ekoregion zamieszkują też liczne populacje ptaków, w tym wiele gatunków zagrożonych, takich jak ziarnojadek kasztanowaty, ziarnojadek bagienny, kropiatka, lelkowiec sierposkrzydły, figlarz flagosterny, świergotek ochrowy, czarnopiórek, kardynałka, szafranowczyk i wojak pampasowy. Bardzo mało wiadomo o gadach i płazach występujących w tym ekoregionie.

## Zagrożenie i ochrona
W ramach ekoregionu nie wydzielono obszarów chronionych. Chociaż nadal niektóre tereny pozostają nietknięte, głównie z powodów naturalnych (stanowią równiny zalewowe), narażone są one na osuszanie. Duża część terenów w tym ekoregionie została przekształcona pod uprawy rolne, zwłaszcza pod hodowlę bydła. Powszechnym problemem jest degradacja ekosystemu poprzez nadmierny wypas i wydeptywanie, osuszanie bagien i wypalanie wysokich traw. 